# Stagonostromella citri
Stagonostromella citri är en svampart som beskrevs av Petr. & Syd. 1927. Stagonostromella citri ingår i släktet Stagonostromella, divisionen sporsäcksvampar och riket svampar.   Inga underarter finns listade i Catalogue of Life.